# Eucaliptus del Parc de l'Oreneta

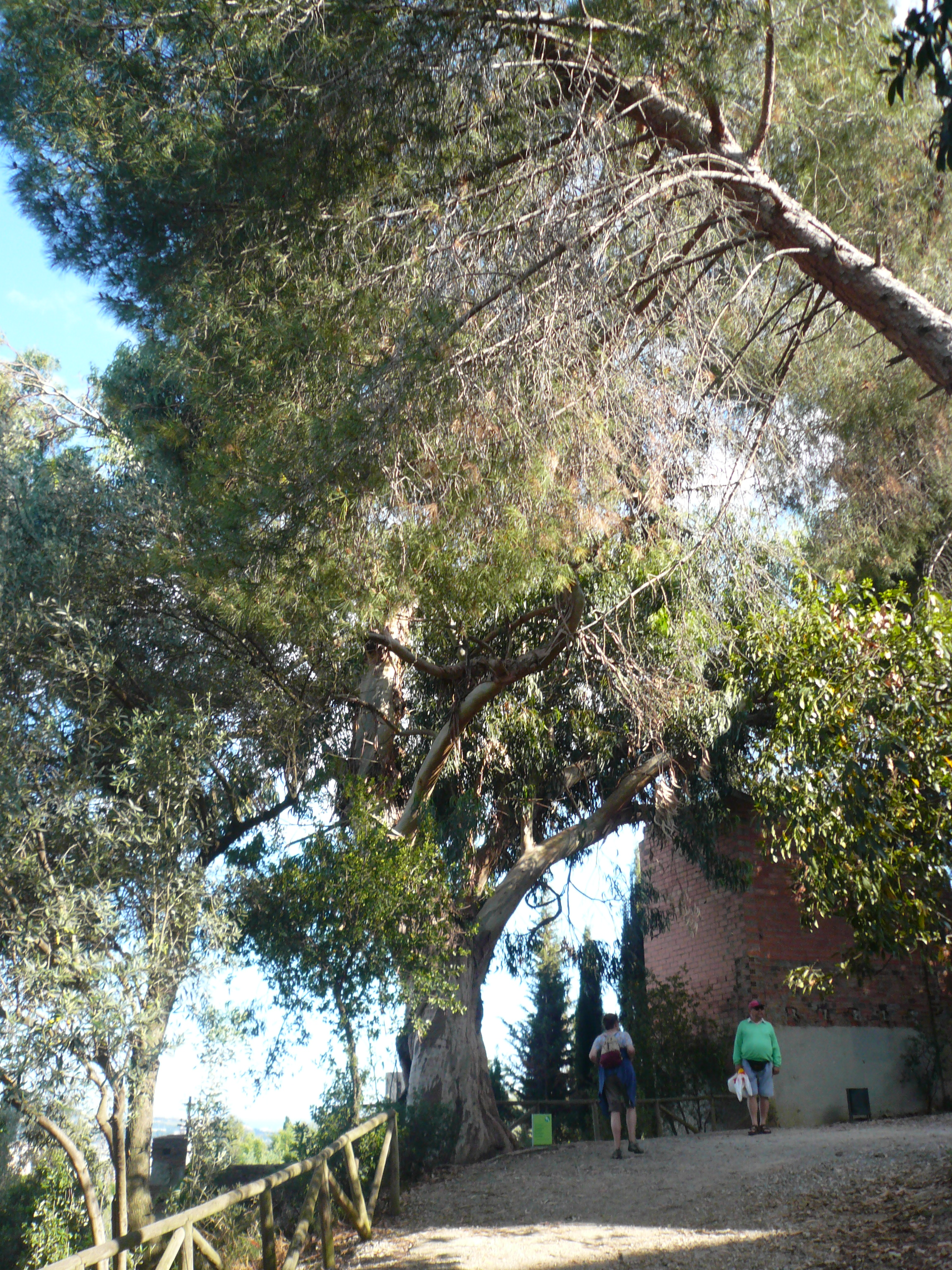

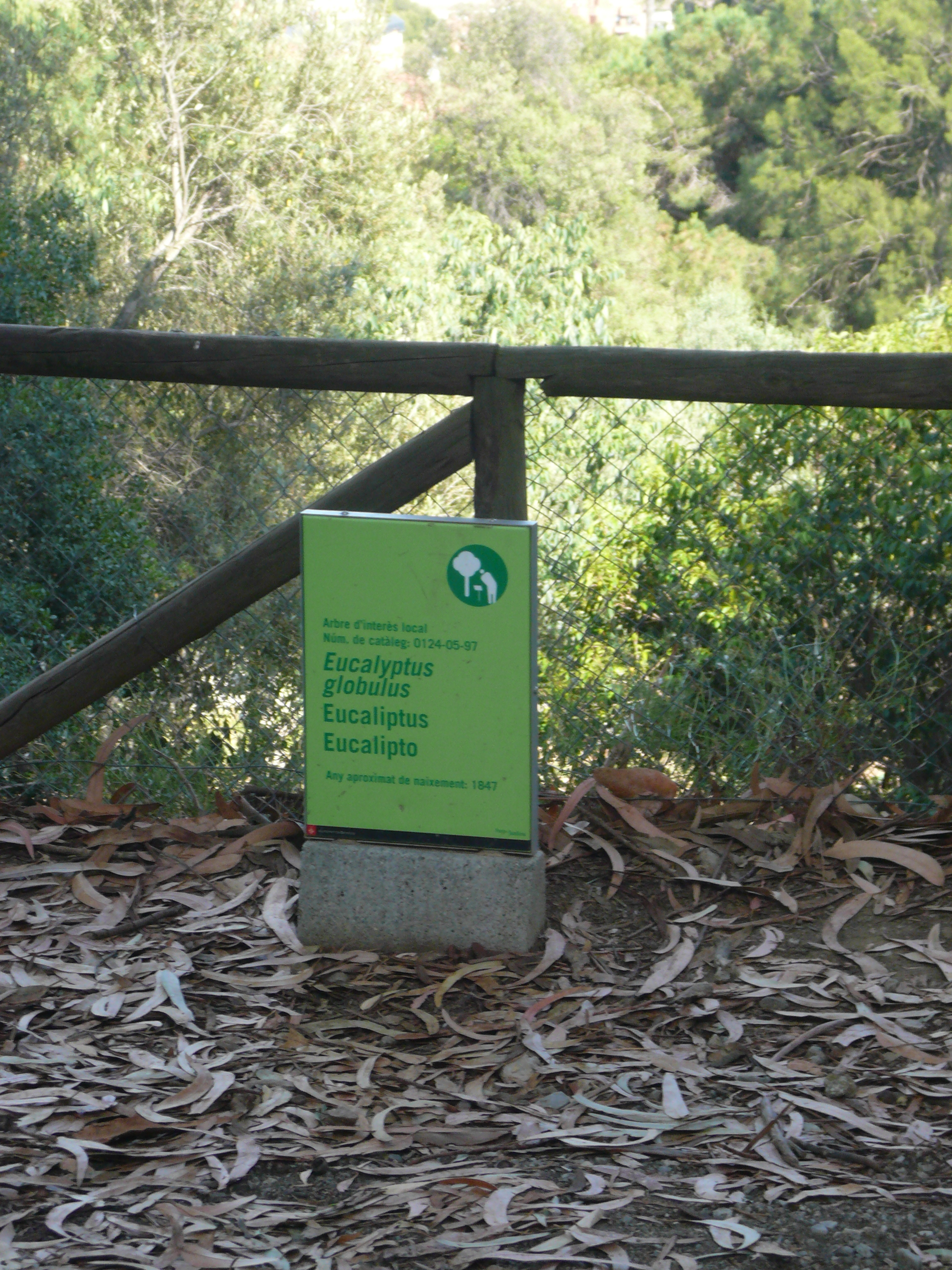

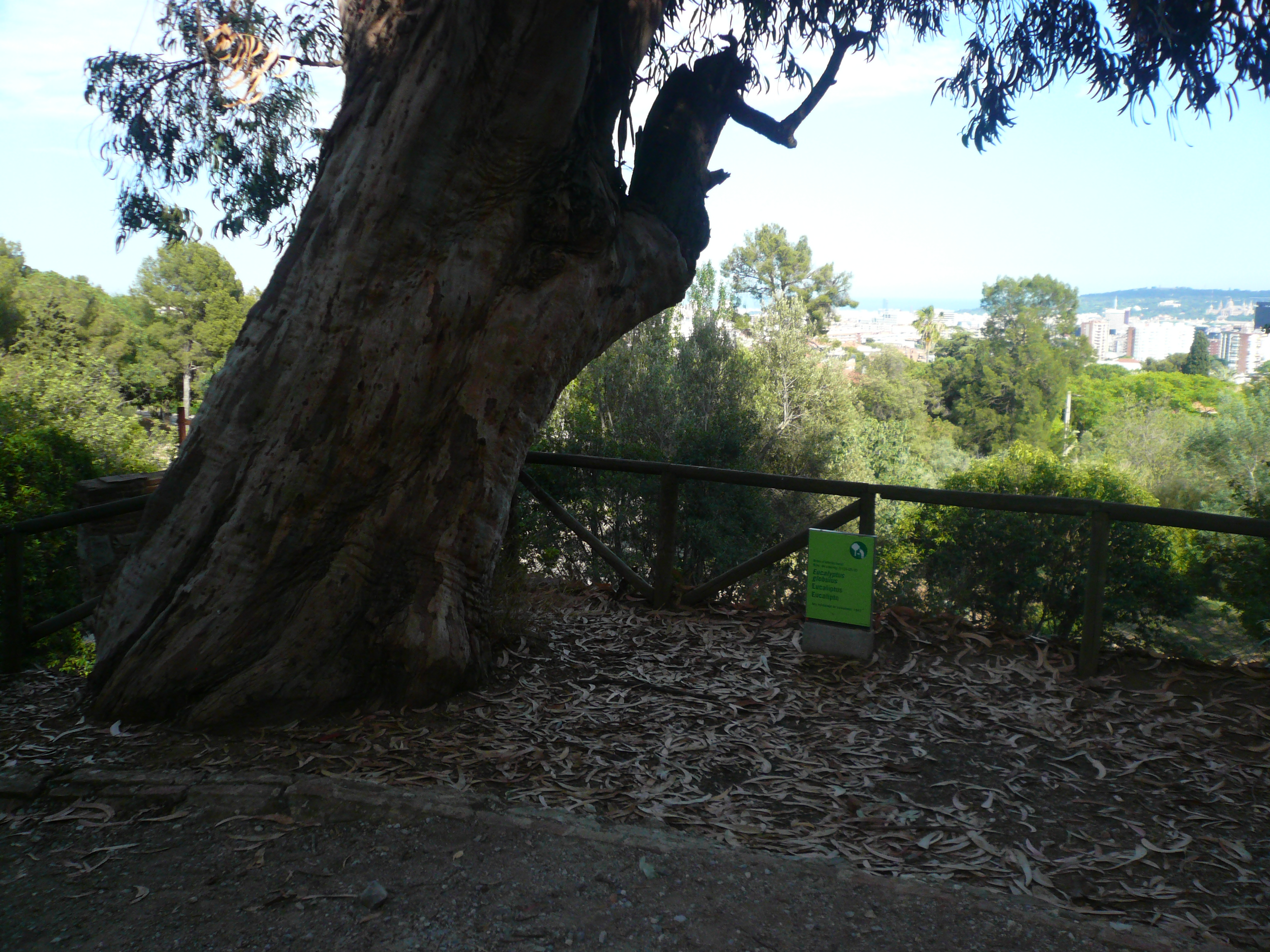

L'Eucaliptus del Parc de l'Oreneta (Eucalyptus globulus) és un arbre que es troba al parc de l'Oreneta de Barcelona, que per les seves dimensions (sobretot, les referents al perímetre del tronc) és l'eucapliptus blau més gran dels espais públics de la ciutat.

## Dades descriptives
- Perímetre del tronc a 1,30 m: 4,35 m.
- Perímetre de la base del tronc: 5,03 m.
- Alçada: 21,38 m.
- Amplada de la capçada: 25,34 m.
- Altitud sobre el nivell del mar: 147 m.[1]

## Entorn
És en un parc forestal amb combinació d'espècies de jardí plantades i escapades, i el mateix succeeix amb les plantes autòctones, que trobem plantades o naturals. Pel que fa a herbes i lianes, hi ha esparreguera boscana, esparreguera de jardí, acant, canya, miraguà fals, morella de paret, cànem, blet, vidalba, lletsó bord, vincapervinca, tomaquera del diable, dolçamara, Bidens i herba de Sant Joan. Quant a arbusts, hi creix aladern, aladern de fulla estreta, llorer, marfull, troana, coronil·la i ullastre. La coberta arbòria que l'acompanya està formada per alzina, alzina surera, om, xiprer, olivera, garrofer, lledoner, nesprer del Japó i ametller. En realitat, es tracta d'una vegetació parcialment vestigial que acompanya un testimoni molt modificat d'una antiga rambla o riera mediterrània.

## Aspecte general
És un individu força envellit i d'aspecte més aviat regressiu: talment sembla haver retrocedit uns 5-6 anys, quan mostrava un aspecte molt més saludable. Sembla estar vivint l'etapa de la senectut (va arribar al parc i s'hi va naturalitzar l'any 1847), tot i que té una important producció de fruits. L'aspecte global del brancatge és d'envelliment i d'assecament parcial (un 20-25% del brancatge és sec, tot i que el brancatge principal està força intacte). La sequera tant ambiental com edàfica dels darrers anys l'ha afectat negativament. Presenta un gran braç basal necrosat que li ha provocat un enorme forat a la soca i que li ha disminuït l'envergadura perimetral del tronc, tant de base com a 1,30 m. També té una tumoració important a 1,90 m d'alçada, que al llarg del temps pot ésser un vector de futures necrosis.

## Accés
Cal accedir al parc per l'entrada del carrer de Gaspar Cassadó (abans d'arribar al carrer de Joan Orpí, que és el límit natural del parc), al qual s'arriba des del carrer de Can Caralleu. Una vegada som a l'entrada, s'ha de seguir el camí principal fins a topar amb el recinte de la deixalleria vegetal; un cop vorejada, a la dreta, just per sota del camí principal, hi ha unes escales, que s'han de pujar durant dos o tres minuts.